# اچ‌ام‌اس آتلینگ (دی۵۱)
اچ‌ام‌اس آتلینگ (دی۵۱) (به انگلیسی: HMS Atheling (D51)) یک کشتی بود که طول آن ۴۹۵ فوت ۷ اینچ (۱۵۱٫۰۵ متر) بود. این کشتی در سال ۱۹۴۲ ساخته شد.